# 通訊事務管理局
通訊事務管理局（簡稱通訊局）是香港的法定組織，於2012年4月1日根據《通訊事務管理局條例》成立，繼承前廣播事務管理局和電訊管理局所履行的職能，是香港廣播業和電訊業的單一規管機構。

## 管治架構
通訊事務管理局採用委員會制，現有12名成員，包括10名由香港行政長官委任的非官方成員、1名由香港行政長官官方成員和1名由通訊事務管理局辦公室總監出任的當然成員。
通訊事務管理局辦公室是通訊局的執行部門及秘書處，由原來的電訊管理局和影視及娛樂事務管理處（影視處）廣播事務管理科合併而成，以營運基金模式運作（轉換自原有的電訊管理局營運基金）。原有由影視處負責的電影評級、管制淫褻及不雅物品和報刊註冊等工作，則交由通訊事務管理局辦公室轄下的電影、報刊及物品管理辦事處負責。至於影視處的簽發娛樂牌照的職能，則交由民政事務總署負責。

## 歷任首長

### 主席
- 何沛謙，SBS，SC，JP（2012年4月—2017年3月）
- 王桂壎，BBS，JP（2017年4月—2018年2月）
- 譚允芝，SBS，SC，JP（2018年3月—2025年3月）
- 孫靖乾，JP(2025年4月-)

## 成員
通訊事務管理局共有12名成員，全部皆由行政長官委任。其中9名（包括主席）為非公職人士，3名是政府人員。
- 主席

孫靖乾，SBS，SC，JP
- 副主席

黃少珠，JP（商務及經濟發展局常任秘書長
- 委員

陳重義博士，JP（香港通訊國際控股有限公司主席）
陳曉峰，MH，JP（港區全國人大代表）
陳嘉賢教授，JP（德國寶(香港)有限公司副總裁）
馮丹媚，MH，JP（香港世界宣明會總幹事）
許華傑，BBS，MH，JP（福登實業有限公司董事總經理）
劉堅能教授（香港科技大學電子及電腦工程系講座教授）
羅富源（安永會計師事務所香港及澳門地區審計服務副主管合夥人）
梁兆輝教授，MH（香港科技大學經濟學系教授）
黃廣揚，MH（物流及供應鏈多元技術研發中心行政總裁）
梁仲賢，JP（通訊事務總監）

## 立法建議及檢討
由於《電訊條例》及《廣播條例》目前分別由廣播事務管理局和電訊管理局所執行，因此必須通過一套賦權法例，將上述法例的所有職能讓渡予合併後的通訊局。
在兩局合併後，政府將檢討現有的電視及廣播監管模式和相關法例，以改善現時兩項條例有關公平競爭與上訴機制等不盡協調的條文，並加附有關消費者保障的條文。
政府將於2007年內向立法會提交立法草案。
2011年6月，立法會三讀通過《通訊事務管理局條例草案》，確認成立「通訊事務管理局」，作為規管電訊和廣播業的單一規管機構。政府將會向立法會人事編制小組委員會和財務委員會尋求批准通訊辦的組織架構，而通訊局和通訊辦會在9個月內成立。

## 投訴事件

### 亞洲電視
通訊事務管理局就亞視《ATV焦點》「反國民教育科特輯」抹黑學民思潮事件，在2012年9月4日短短一天內便收到破紀錄的超過1萬個投訴，投訴量逾該局2008年至2009年、以及2009年至2010年所接獲的投訴宗數之總和。第二日接獲超過3萬個投訴，至下午約6時電郵數更達到4萬封。

### 無綫電視
通訊事務管理局就無綫《東張西望》特別環節《電視牌照風雲》事件，在2013年11月7日短短一天內便收到破紀錄的超過2萬個投訴，遠遠拋離2012年9月亞視《ATV焦點》播反國教特輯首集後即收過萬宗投訴。

### 緊急系統事件
2022年3月9日，通訊事務管理局向全港市民手機發出緊急系統通知，刺耳聲音長響10秒，但是訊息只是涉及伊利沙伯醫院只接受新冠病人，有不少人質疑事件的緊急程度，並有不少市民被嚇親，認為政府玩殘市民，製造恐慌，不懂得分辨緩急輕重

## 外部連結
- 成立通訊事務管理局公眾諮詢文件 （页面存档备份，存于），工商及科技局，2006年3月3日
- 工商及科技局局長談成立通訊事務管理局公眾諮詢 （页面存档备份，存于），香港特區政府新聞公報，2006年3月3日
- 政府建議成立通訊事務管理局 （页面存档备份，存于），香港特區政府新聞公報，2006年3月3日
- 立法會一題：成立通訊事務管理局 （页面存档备份，存于），香港特區政府新聞公報，2007年1月17日
- 電管局及廣管局將合併[]，明報，2006年3月3日
- 政府諮詢設通訊事務管理局[]，明報，2006年3月3日
- 規管通訊廣播業 通訊局成立[永久]，明報，2011年7月1日
- 通訊事務管理局官方網站 （页面存档备份，存于）
- 電影、報刊及物品管理辦事處官方網站 （页面存档备份，存于）
- 香港網絡大典上的相关条目：通訊事務管理局